# Élections régionales de 2003 en Basse-Saxe
Les élections régionales de 2003 en Basse-Saxe (en allemand : Landtagswahl im Niedersachsen 2003) se tiennent le 2 février 2003, afin d'élire les 155 députés de la 15e législature du Landtag, pour un mandat de cinq ans. Du fait de la loi électorale, 183 députés sont élus.
Le scrutin est marqué par une nette victoire de la CDU de Christian Wulff, qui rate la majorité absolue d'un seul siège. Il forme alors une « coalition noire-jaune » avec le FDP et accède au pouvoir après 13 ans de domination du SPD.

## Mode de scrutin
Le Landtag est constitué de 155 députés (en allemand : Mitglied des Landtags, MdL), élus pour une législature de cinq ans au suffrage universel direct et suivant le scrutin proportionnel d'Hondt.
Chaque électeur dispose de deux voix : la première lui permet de voter pour un candidat de sa circonscription, selon les modalités du scrutin uninominal majoritaire à un tour, le Land comptant un total de 100 circonscriptions ; la seconde voix lui permet de voter en faveur d'une liste de candidats présentée par un parti au niveau du Land.
Lors du dépouillement, l'intégralité des 155 sièges est répartie en fonction des secondes voix récoltées, à condition qu'un parti ait remporté 5 % des voix au niveau du Land. Si un parti a remporté des mandats au scrutin uninominal, ses sièges sont d'abord pourvus par ceux-ci.
Dans le cas où un parti obtient plus de mandats au scrutin uninominal que la proportionnelle ne lui en attribue, la taille du Landtag est augmentée jusqu'à rétablir la proportionnalité.

## Campagne

### Principaux partis
| Parti | Parti                                                                              | Chef de file                        | Résultat en 1998           |
| ----- | ---------------------------------------------------------------------------------- | ----------------------------------- | -------------------------- |
|       | Parti social-démocrate d'Allemagne Sozialdemokratische Partei Deutschlands         | Sigmar Gabriel (Ministre-président) | 47,9 % des voix 83 députés |
|       | Union chrétienne-démocrate d'Allemagne Christlich Demokratische Union Deutschlands | Christian Wulff                     | 35,9 % des voix 62 députés |
|       | Alliance 90 / Les Verts Bündnis 90/Die Grünen                                      | Rebecca Harms                       | 7,1 % des voix 12 députés  |
|       | Parti libéral-démocrate Freie Demokratische Partei                                 | Walter Hirche                       | 4,9 % des voix 0 député    |

## Résultats

### Voix et sièges
|                                   | Union chrétienne-démocrate d'Allemagne (CDU) | Union chrétienne-démocrate d'Allemagne (CDU) | 2 077 689 | 52,24 | 91        | 74            | 1 925 055 | 48,32 | 0  | 91  | 29            |  |  |  |
|                                   | Parti social-démocrate d'Allemagne (SPD)     | Parti social-démocrate d'Allemagne (SPD)     | 1 441 971 | 36,26 | 9         | 74            | 1 330 156 | 33,39 | 54 | 63  | 20            |  |  |  |
|                                   | Parti libéral-démocrate (FDP)                | Parti libéral-démocrate (FDP)                | 176 862   | 4,45  | 0         | en stagnation | 323 107   | 8,11  | 15 | 15  | 15            |  |  |  |
|                                   | Alliance 90 / Les Verts (Grünen)             | Alliance 90 / Les Verts (Grünen)             | 234 414   | 5,89  | 0         | en stagnation | 304 532   | 7,64  | 14 | 14  | 2             |  |  |  |
|                                   | Autres                                       | Autres                                       | 46 269    | 1,16  | 0         | en stagnation | 101 339   | 2,54  | 0  | 0   | en stagnation |  |  |  |
|                                   |                                              |                                              |           |       |           |               |           |       |    |     |               |  |  |  |
| Votes valides                     | Votes valides                                | Votes valides                                | 3 977 205 | 98,54 |           |               | 3 984 009 | 98,71 |    |     |               |  |  |  |
| Votes blancs et nuls              | Votes blancs et nuls                         | Votes blancs et nuls                         | 58 812    | 1,46  | 52 008    | 1,29          |           |       |    |     |               |  |  |  |
| Total                             | Total                                        | Total                                        | 4 036 017 | 100   | 100       | -             | 4 036 017 | 100   | 83 | 183 | 26            |  |  |  |
| Abstentions                       | Abstentions                                  | Abstentions                                  | 1 987 619 | 33,00 |           |               | 1 987 619 | 33,00 |    |     |               |  |  |  |
| Nombre d'inscrits / participation | Nombre d'inscrits / participation            | Nombre d'inscrits / participation            | 6 023 636 | 67,00 | 6 023 636 | 67,00         |           |       |    |     |               |  |  |  |